# Mola tecta
Mola tecta (Nyegaard et al, 2017) è una specie appartenente alla famiglia Molidae diffusa nell'emisfero australe.

## Descrizione
Gli esemplari adulti di questa specie raggiungono i 242 cm di lunghezza e si differenzia dalle altre specie appartenenti al genere Mola per la bocca non protuberante e la sagoma più sottile.

## Biologia
Le abitudini di questa specie sono poco conosciute, ma si suppone che non differiscano significativamente da quelle degli altri pesci luna, nutrendosi principalmente durante le immersioni profonde.

## Distribuzione e habitat
È riscontrabile nelle acque temperate dell'emisfero australe, con registri confermati al largo dell'Australia orientale, Nuova Zelanda, Sudafrica, Cile. Nel 2019 il corpo di un esemplare morto di Mola Tecta è stato trovato sulle spiagge di Santa Barbara in California, sollevando diversi interrogativi riguardo all'habitat di questo pesce.